# Clint, Texas
Clint là một thị trấn thuộc quận El Paso, tiểu bang Texas, Hoa Kỳ. Năm 2010, dân số của thị trấn này là 926 người.

## Dân số
- Dân số năm 2000: 980 người.
- Dân số năm 2010: 926 người.